# McCoy Mrubata
McCoy Mrubata (* 1. Juni 1959 in Kapstadt) ist ein südafrikanischer Jazzmusiker (Tenor- und Altsaxophon, Saxello, Flöte).

## Leben und Wirken
Mrubata, der sich schon früh für Musik interessierte, begann erst 1976 Querflöte zu erlernen. Seit 1979 war er als professioneller Musiker tätig. Er spielte zunächst mit Duke und Ezra Ngcukana sowie Spencer Mbadu in der Fusionband Fever, dann mit anderen Bands des Cape Jazz. Später ging er mit Sipho Mabuse auf Tournee und arbeitete mit Ray Phiris Stimela. 1988 erhielt er die Gelegenheit, in Großbritannien sein Debütalbum Firebird mit seiner Band aufzunehmen. 1992 tourte er mit Hugh Masekela, bevor er sich auf eigene Bands wie Cape to Cairo oder McCoy's Friends konzentrierte. Ab 1995 konnte er auch in Südafrika eigene Alben einspielen. Mit Paul Hanmer, Sipho Gumede, Errol Dyers und Frank Paco bildete er zudem die Sheer All Stars. Auch arbeitete er mit Pops Mohamed, Airto Moreira und Flora Purim zusammen. Im Osloer Nordic Black Theatre trat er 2001 in zwei Musicals auf, die sich um Bob Marley rankten. In einem dritten Musical Beyond the Blues: the John Coltrane Story spielte er die Hauptrolle. 2009 tourte er in der Schweiz im Duo mit dem Pianisten Paul Hanmer.

## Preise und Auszeichnungen
1990 erhielt Mrubata mit seiner Band für sein Debütalbum den Preis Gilbey’s Music for Africa. 2003 wurde er für sein Album Face the Music mit einem South African Music Award (SAMA) ausgezeichnet. 2005 erhielt er einen weiteren SAMA für sein Album Icamagu Livumile.

## Diskografische Hinweise
- Tears of Joy (Sheer Sound, 1997)
- Phosa Ngasemva (Sheer Sound, 1999)
- Hoelykit? (Sheer Sound, 2000)
- McCoy Mrubata / Greg Hadjiyorki Georgiades Vivid Africa (2005)
- Paul Hanmer / McCoy Mrubata The Boswell Concert (2009)
- Quiet Please (2021)